# 11月
11月是公历年中的第十一个月，是一年當中最後一個小月，共有30天。 
在漢語，11月象徵該年份正式進入歲末（或“年尾”），也象徵該年份即將結束。
在北半球，11月是秋季的第三个月，本月节气：立冬、小雪，在南半球，11月是春季的第三个月，
在英文中，11月（November）源自拉丁语November（第9个月）。在古羅馬早先的曆法中這個月為9月。

## 11月的節日／紀念日

### 日期固定
- 11月1日：諸聖節（天主教）
- 11月2日：追思亡者節（天主教）
- 11月3日：文化日（日本）（1912年至1927年稱為「明治節」，紀念明治天皇誕辰。）
- 11月8日
  - 國際陰陽人團結日
  - 记者节（中国）
  - 海巡節（ 中華民國）[1]
- 11月9日：消防节（中国）
- 11月11日
  - 國殤紀念日
  - 退伍軍人節（美國）
  - 波蘭國家獨立日
  - 塞爾維亞一戰停戰紀念日
- 11月12日：中華民國國父孫中山先生壽辰紀念日和中華文化復興節（ 中華民國）[2]
- 11月14日：聯合國糖尿病日
- 11月17日：国际大学生节
- 11月19日：國際男人節
- 11月20日：國際跨性別紀念日。
- 11月23日：勤勞感謝日：（日本）
- 11月24日：中華民國政黨中國國民黨的黨慶日，同日為國民黨的前身—興中會的創立日
- 11月25日
  - 國際消除對婦女的暴力日
  - 國際素食日

### 日期不固定
- 11月的第一个星期六：萬聖節（瑞典）
- 11月的第三個星期日：長者日（香港）
- 11月的第四个星期四：感恩节（美國）

## 其它
- 11月的星座包含天蠍座（10/24~11/22）和射手座（11/23~12/21）
- 11月开始于与3月一个星期的同样一天。
- 在平年，11月开始于与2月一个星期的同样一天。
- 在閏年，11月开始于與5月一个星期的同样一天。

## 参看
- 四季：春季 -- 夏季 -- 秋季 -- 冬季